# Martin Loibl (Politiker, 1869)

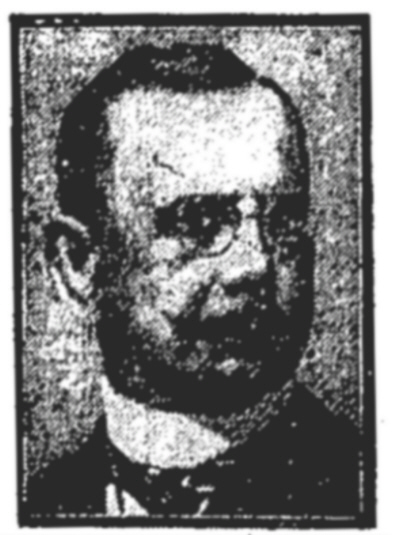
Martin Loibl

Martin Loibl (* 28. August 1869 in Neuötting; † 14. Januar 1933 in Berlin) war ein deutscher Politiker der Bayerischen Volkspartei (BVP).

## Leben und Wirken
Loibl besuchte die Volksschule und ein Gymnasium in München. Nach dem Abitur trat er in die Bayerische Armee ein, um eine Offizierslaufbahn einzuschlagen. Er absolvierte die Kriegsschule München und diente im 15. Infanterie-Regiment in Neuburg an der Donau. Später verließ er das Militär, um die Mälzerei seines Vaters übernehmen zu können. Diese verkaufte Loibl schließlich. Stattdessen gründete er die Grießmayerische Buchdruckerei (auch bekannt als Buch und Kunsthandlungsgesellschaft GmbH). Die bedeutendste Publikation des Verlages war das Neuburger Anzeigeblatt.
Politisch engagierte Loibl sich in der katholischen Zentrumspartei. Von 1905 bis 1918 gehörte er für diese der bayerischen Abgeordnetenkammer an. Daneben bekleidete Loibl in den Jahren vor dem Ersten Weltkrieg Ämter als stellvertretender Vorsitzender des Handelsgremiums Neuburg, als Vorsitzender des Ausschusses der Ortskrankenkasse Neuburg und als Vorsitzender des Kleinrentenvereins sowie des Heimat- und Königsbundes. 
Von 1914 bis 1918 nahm Loibl als Reserveoffizier am Ersten Weltkrieg teil. Er wurde zu Kriegsbeginn zwei Mal verwundet und mit beiden Klassen des Eisernen Kreuzes sowie dem Militärverdienstorden mit Schwertern ausgezeichnet. Bei Kriegsende war er Major der Landwehr. Während des Krieges war Loibl zudem im Vorstand des Kollegiums der Gemeindebevollmächtigten in Neuburg.
Nach dem Zusammenbruch des Kaiserreichs und der Gründung der Weimarer Republik wechselte Loibl vom Zentrum in die Bayerische Volkspartei (BVP). Für diese gehörte er knapp neun Jahre lang, von 1924 bis 1933, dem Reichstag in Berlin als Abgeordneter für den Wahlkreis 24 (Oberbayern-Schwaben) an. Loibl gehörte dem 1921 gegründeten vaterländischen Verband Bund Bayern und Reich an. Als Parlamentsmitglied trat Loibl auch als Vorstandsmitglied des Kyffhäuserbundes der Kriegsbeschädigten und Hinterbliebenen hervor. Des Weiteren war er in diesen Jahren Mitglied des Stadtrats der unmittelbaren Stadt Neuburg an der Donau.

## Familie
Sein Sohn Martin Loibl (1898–1951) führte die Grießmayerische Buchdruckerei weiter.

## Schriften
- Festzeitung zur 200-Jahrfeier des Ehemaligen Königlich-Bayerischen 15. Infanterie-Regiments König Friedrich August von Sachsen in der Garnisonsstadt Neuburg a. D. am 5., 6. u. 7. August 1922. 1922.